# Sziget 1-es hajóvonal (Budapest)
A budapesti Sziget 1-es jelzésű dunai hajójárat (2013-ban jelöletlenül, 2014-ben D21-es jelzéssel) a Petőfi tér (Erzsébet híd) és az Óbudai-sziget között közlekedett a Sziget Fesztivál idején. A viszonylatot a Budapesti Közlekedési Zrt. üzemeltette.

## Menetrend
A hajójárat menetrendje a 2016-os Sziget Fesztivál idején.
| Indulási időpontok augusztus 10-én és 11-én | Indulási időpontok augusztus 10-én és 11-én | Indulási időpontok augusztus 10-én és 11-én | Indulási időpontok augusztus 10-én és 11-én | Indulási időpontok augusztus 10-én és 11-én |
| ------------------------------------------- | ------------------------------------------- | ------------------------------------------- | ------------------------------------------- | ------------------------------------------- |
| Óbudai-sziget felé:                         | 16:00–23:00, 30 percenként                  |                                             |                                             |                                             |
| Petőfi tér (Erzsébet híd) felé:             | 17:00–0:00, 30 percenként                   |                                             |                                             |                                             |
| Indulási időpontok augusztus 12–16. között  |                                             |                                             |                                             |                                             |
| Óbudai-sziget felé:                         | 14:30–1:00, 30 percenként                   |                                             |                                             |                                             |
| Petőfi tér (Erzsébet híd) felé:             | 15:30–2:00, 30 percenként                   |                                             |                                             |                                             |

## Megállóhelyei
| 0  | Óbudai-sziget végállomás             | 60 |                                          |
| 20 | Batthyány tér M+H                    | 10 | 19 11, 39, 109, 111                      |
| 30 | Petőfi tér (Erzsébet híd) végállomás | 0  | 2 8E, 15, 108E, 110, 112, 115, 133E, 178 |